# Bagnoregio
Bagnoregio is een gemeente in de Italiaanse provincie Viterbo (regio Latium) en telt 3737 inwoners (31-12-2004). De oppervlakte bedraagt 72,6 km², de bevolkingsdichtheid is 50,10 inwoners per km².
De volgende frazioni maken deel uit van de gemeente: Civita di Bagnoregio, Castel Cellesi, Vetriolo.

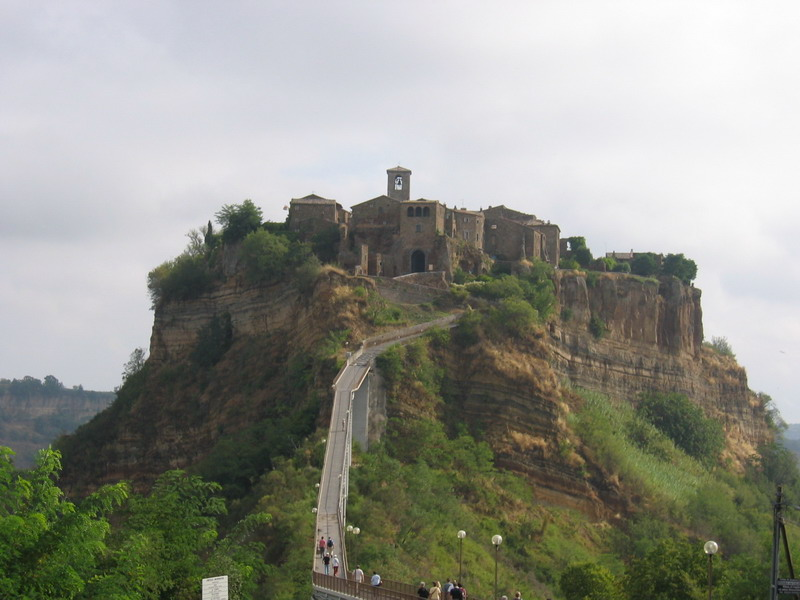
Civita di Bagnoregio

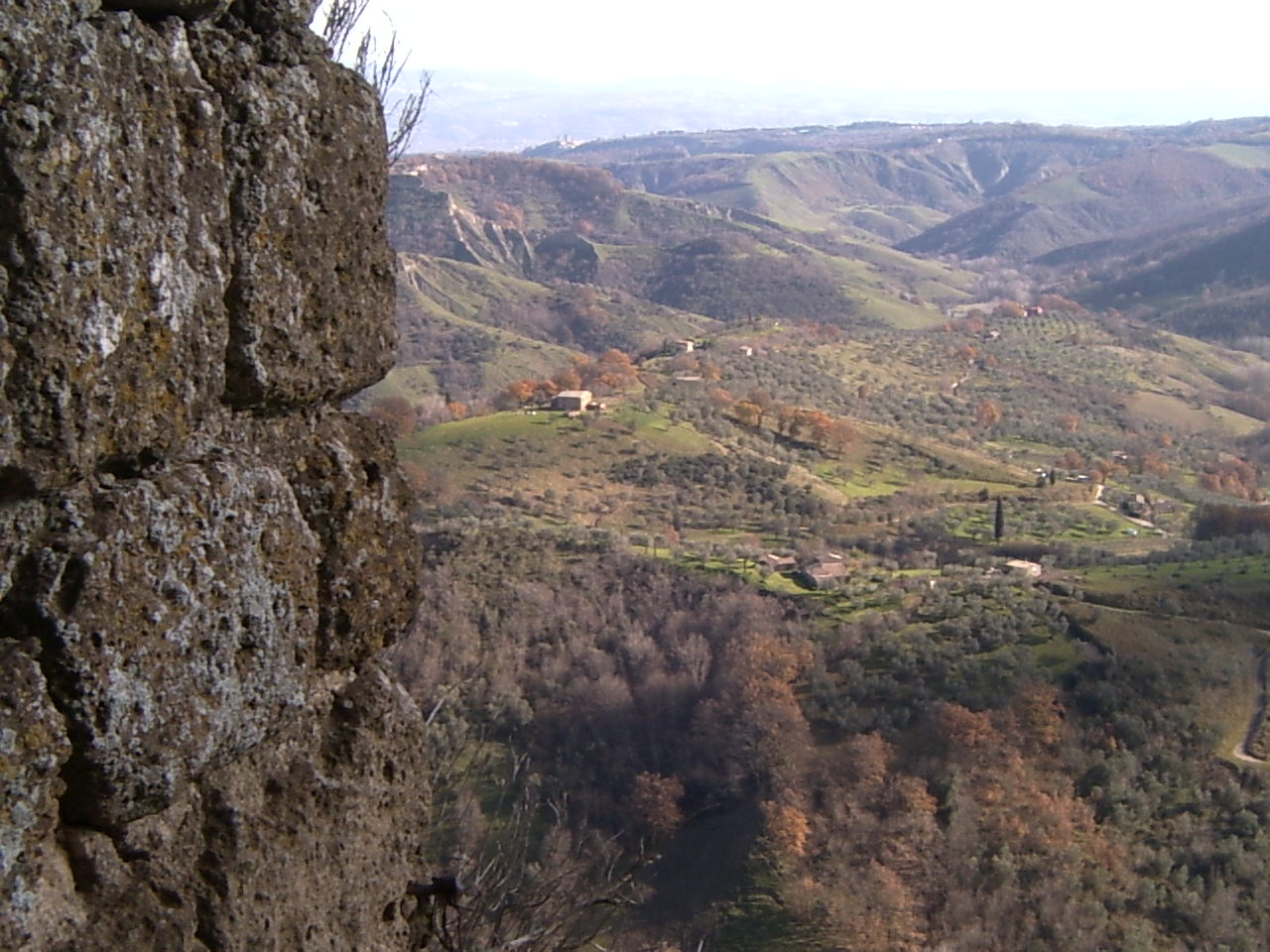
Omgeving

## Demografie
Bagnoregio telt ongeveer 1638 huishoudens. Het aantal inwoners daalde in de periode 1991-2001 met 5,7% volgens cijfers uit de tienjaarlijkse volkstellingen van ISTAT.
| Jaar | Inwoneraantal |
| ---- | ------------- |
| 1991 | 3857          |
| 2001 | 3639          |

## Geografie
De gemeente ligt op ongeveer 484 m boven zeeniveau.
Bagnoregio grenst aan de volgende gemeenten: Bolsena, Castiglione in Teverina, Celleno, Civitella d'Agliano, Lubriano, Montefiascone, Orvieto (TR), Viterbo.

## Trivia
- Bagnoregio is de geboorteplaats van de heilige Bonaventura